# Edwin B. Winans
Edwin Baruch Winans (16 mai 1826 – 4 juillet 1894) fut un élu à la chambre des représentants des États-Unis et gouverneur du Michigan.

## Biographie
Edwin Baruch Winans est né le 16 mai 1826 à Avon dans l'État de New York. Il déménage avec ses parents dans le Michigan en 1834 puis étudie à l'Albion College.
En mars 1850, Winans part en Californie, attiré par les nouvelles de la ruée vers l'or. Il arrive le 20 juillet et commence à prospecter sur la branche septentrionale de l'American River près de Placerville[réf. nécessaire].
Il rentre au Michigan en 1858 et s'installe à Hamburg (en) avant d'être élu à la Chambre des représentants de l'État de 1861 à 1865. Il sert ensuite à la Chambre des représentants des États-Unis de 1883 à 1887 puis est élu gouverneur du Michigan de 1891 à 1893.
Il meurt à Hamburg (en) le 4 juillet 1894.